# Камерлинг-Оннес, Хейке
Хейке Ка́мерлинг-О́ннес (нидерл. Heike Kamerlingh Onnes; 21 сентября 1853, Гронинген — 21 февраля 1926, Лейден) — голландский физик и химик, лауреат Нобелевской премии по физике 1913 года.
Член Нидерландской королевской академии наук (1883), иностранный член Лондонского королевского общества (1916), Парижской академии наук (1925; корреспондент с 1920), иностранный член-корреспондент Российской академии наук (1925).

## Биография
Родился в 1853 году в семье владельца кирпичного завода Харма Камерлинг-Оннеса и дочери архитектора, урождённой Анны Гердины Курс.
В 1870 г. поступил в Гронингенский университет, изучал математику и физику. Три семестра обучался у Кирхгофа и Роберта Бунзена в университете Гейдельберга. В 1873 году вернулся в Гронинген. В 1878—1882 гг. Камерлинг-Оннес читал лекции в университете Делфта.
В 1883 году защитил докторскую диссертацию, темой которой было оригинальное доказательство вращения Земли.
С 1882 года — профессор экспериментальной физики Лейденского университета. С 1894 основатель и директор Лейденской криогенной лаборатории. В 1894 году Камерлинг-Оннес разработал экспериментальную установку для сжижения газов. Эта установка имела такую производительность, что смогла удовлетворить быстро растущие потребности лаборатории в течение нескольких десятилетий.
Первым жидкий азот получил Джеймс Дьюар, но преимущества установки Камерлинг-Оннеса вскоре позволили ему получить в жидком виде кислород и неон. В 1906 году получил жидкий водород.
В 1908 году впервые сумел получить жидкий гелий и сумел достичь рекордно низкой на тот момент температуры 0,9 K, Основной целью экспериментов было не достижение абсолютного нуля, а исследование свойств веществ при сверхнизких температурах, в том числе спектры поглощения элементов, фосфоресценцию различных соединений, вязкость сжиженных газов и магнитные свойства веществ.
В 1911 году Камерлинг-Оннес впервые наблюдал резкое падение электрического сопротивления ртути при температуре ниже 4,1 K. Это явление получило название сверхпроводимости. В 1913 году обнаружил разрушение сверхпроводимости сильными магнитными полями и токами. В 1912 году Камерлинг-Оннес также впервые получил новое состояние жидкого гелия, которое стало называться сверхтекучим после открытия Петром Капицей сверхтекучести жидкого гелия.
В 1913 году Камерлинг-Оннес был удостоен Нобелевской премии по физике «за исследования свойств вещества при низких температурах, которые привели к производству жидкого гелия».
Камерлинг-Оннес заслужил у коллег почётное прозвище «Господин Абсолютного Нуля».
Помимо теоретических и экспериментальных исследований Камерлинг-Оннес занимался рядом практических инженерных разработок, использовавших низкие температуры, в частности, принимал участие в разработке систем хранения пищевых продуктов, вагонов-рефрижераторов, установок производства льда.
В 1887 г. Камерлинг-Оннес вступил в брак с Элизабет Билефельд. У супругов родился один сын.
Камерлинг-Оннес скончался в Лейдене 21 февраля 1926 г.

## Награды и звания
- золотая медаль Маттеуччи Национальной академии наук Италии,
- медаль Румфорда Лондонского королевского общества,
- Медаль Франклина Франклиновского института.
- Почётный доктор Берлинского университета, член Королевской академии наук в Амстердаме, член академий наук Копенгагена, Гёттингена, Галле, Упсала, Турина и Вены.

## Память
Ученик и преемник Каммерлинг-Оннеса Виллем Хендрик Кеезом продолжил дело учителя и в 1926 году впервые в мире получил твёрдый гелий.
Установка Камерлинг-Оннеса, использованная им для ожижения гелия, демонстрируется в лаборатории физического факультета Лейденского университета. Криогенная лаборатория университета носит имя Каммерлинг-Оннеса.
Имя Камерлинг-Оннеса носит лунный кратер диаметром 66 км на обратной стороне Луны.
В его честь названа медаль Камерлинг-Оннеса (вручается с 1950 года) и премия Kamerlingh Onnes Prize (вручается с 2000 года).Его именем названа улица в городке Схидам, что рядом с Роттердамом.